# Андалужа (Алабама)
Андалужа (енгл. Andalusia) град је у америчкој савезној држави Алабама. По попису становништва из 2010. у њему је живело 9.015 становника.

## Демографија
Према попису становништва из 2010. у граду је живело 9.015 становника, што је 221 (2,5%) становника више него 2000. године.
| Група             | 2000.         | 2010.         |
| Белци             | 6.455 (73,4%) | 6.262 (69,5%) |
| Афроамериканци    | 2.152 (24,5%) | 2.337 (25,9%) |
| Азијати           | 24 (0,3%)     | 91 (1,0%)     |
| Хиспаноамериканци | 69 (0,8%)     | 167 (1,9%)    |
| Укупно            | 8.794         | 9.015         |